# Stenocercus canastra
Stenocercus canastra — вид ігуаноподібних ящірок родини Tropiduridae. Ендемік Бразилії. Описаний у 2019 році.

## Поширення і екологія
Stenocercus canastra відомі за кількома зразками, зібраними в Національному парку Серра-да-Канастра в штаті Мінас-Жерайс, на висоті 1410 м над рівнем моря. Вони живуть в саванах серрадо та в галерейних лісах.